# Lövestads socken
Lövestads socken i Skåne ingick i Färs härad, ingår sedan 1974 i Sjöbo kommun och motsvarar från 2016 Lövestads distrikt.
Socknens areal är 55,21 kvadratkilometer varav 54,93 land. År 2000 fanns här 1 287 invånare.  Tätorten Lövestad samt kyrkbyn Lövestadby med sockenkyrkan Lövestads kyrka ligger i socknen. 

## Administrativ historik
Socknen har medeltida ursprung. 
Vid kommunreformen 1862 övergick socknens ansvar för de kyrkliga frågorna till Lövestads församling och för de borgerliga frågorna bildades Lövestads landskommun. Landskommunen uppgick 1952 i Östra Färs landskommun som uppgick 1974 i Sjöbo kommun. Församlingen utökades 2010.
1 januari 2016 inrättades distriktet Lövestad, med samma omfattning som församlingen hade 1999/2000.  
Socknen har tillhört län, fögderier, tingslag och domsagor enligt vad som beskrivs i artikeln Färs härad. De indelta soldaterna tillhörde Södra skånska infanteriregementet, Albo kompani.

## Geografi
Lövestads socken ligger norr om Tomelilla kring Tolångaån. Socknen är en odlad slättbygd, i norr mer kuperad och med inslag av skog.
I socknen finns byarna Heinge, Heingetorp, Ry samt Bäretofta.

## Fornlämningar
Från bronsåldern finns gravhögar. Från järnåldern finns stensättningar. 

## Namnet
Namnet skrevs 1367 Löthestatha och kommer från kyrkbyn. Förleden innehåller troligen löth, 'lödder, skum' syftande på skummande vatten i Tolångaån vid kyrkbyn. Efterleden är sta(d), 'plats; ställe'.